# Václav Junek
Václav Antonín František Junek (16. srpna 1913, Kladno – 29. ledna 1976, Praha) byl český malíř a grafik, autor novoročenek a exlibris, ilustrátor dětských knih a učebnic, tvůrce cyklu litografií s náměty z rodného Kladna.
V závěru života hodně pobýval v chatové osadě Kersko, díky čemuž ho další zdejší obyvatel Bohumil Hrabal zařadil do svého holdu všem kerským figurkám v novele Slavnosti sněženek. Ve filmovém zpracování ztvárnil „akademického malíře Junka“ hudebník Ferdinand Havlík. 

## Dílo

### Ilustrace (výběr)
- Jaroslav Foglar: Rychlé šípy (8 dílů v časopise Mladý hlasatel), Praha 1941[1]
- František Běhounek: Tajemství polárního moře Jaroslav Tožička, Praha 1942
- František Běhounek: Případ profesora Hrona Václav Kaňka, Praha 1947
- Jaroslav Foglar: Za poklady starých Inků (v časopise Vpřed), Praha 1948
- Karel Nový: Potulný lovec, Melantrich, Praha 1949
- František Běhounek: Swansonova výprava, Alois Hynek, Praha 1949
- Slabikář, Státní pedagogické nakladatelství, Praha 1954
- Miloš Václav Kratochvíl: Podivuhodné příběhy a dobrodružství Jana Kornela, Československý spisovatel, Praha 1954
- Jules Verne: Vynález zkázy, Práce, Praha 1955
- Adolf Branald: Tisíc a jedno dobrodružství, Československý spisovatel, Praha 1955
- Henryk Sienkiewicz: Pouští a pralesem, SNDK, Praha 1956
- František Běhounek: Ostrov draků, SNDK, Praha 1958
- František Běhounek: Na sever od Zambezi, SNDK, Praha 1958
- Alfred Technik: Mlýn na ponorné řece, Mladá fronta, Praha 1958
- Vítězslav Kocourek: Vzpoura na lodi Bounty, SNDK, Praha 1960
- František Běhounek: Tábor v lese, SNDK, Praha 1960
- František Flos: Lovci orchidejí, Albatros, Praha 1962
- Jack London: Mořský vlk, SNKLU, Praha 1965
- František Běhounek: Robinzoni Želvích ostrovů, SNDK, Praha 1965
- Jaroslav Foglar: Hoši od Bobří řeky, Mladá fronta, Praha 1966
- František Běhounek: Ledovou stopou, SNDK, Praha 1966
- František Běhounek: Mlha nad Atlantikem, Růže, České Budějovice 1969
- Miloš Kosina: Ahoj, velrybáři!, Růže, České Budějovice 1970
- Jack London: Povídky rybářské hlídky, Růže, České Budějovice 1970
- Miroslav Burian: Ocelová stezka, Růže, České Budějovice 1971
- František Běhounek: Trosečníci polárního moře, Albatros, Praha 1971
- František Běhounek: Kniha robinzonů, Albatros, Praha 1974
- Vladimír Šustr: Dobrodružství malého Indiána, Albatros, Praha 1975
- František Flos: Albatros; Nad Tichým oceánem, Albatros, Praha 1976